# Alan Combe
Alan Combe (Edimburgo, 3 aprile 1974) è un allenatore di calcio ed ex calciatore scozzese, portiere e allenatore dei portieri dell'Hibernian Football Club.